# Ярун Владислав
Владислав Ярун — український музикант, звукорежисер, продюсер

## Життєпис
Народився 17 лютого 1979 у Львові. В 3 роки переїхав з родиною в Івано-Франківськ — рідне місто мами. Навчався в школі № 3. Вітчим був військовим, тому 8 разів змінював школу.
З 1997-го року зайнявся музичною діяльністю, заснував гурт Карна. На початку 2000-х був співзасновником фестивалю Рок-вибух в Івано-Франківську.
З 2006-го року працював на студії звукозапису в Києві з Віталієм Телезіним — продюсером гурту Лама. Працював з гуртами ТІК, Друга Ріка, Ляпіс Трубєцкой, Лама.
В 2010-му році розпустив гурт.
З жовтня 2012 став звукорежисером гурту Океан Ельзи. Працював з гуртом в багатьох країнах світу.
В 2013-му відновив діяльність Карни.
В 2020-му році фанатка з Дніпра погрожувала сім'ї Владислава, а також найняла ворожку для привороту.
В 2021-му році номінувався на відзнаку «Золотий ліфон» в якій обирають найсексуальніших українських митців